# Richard Haking

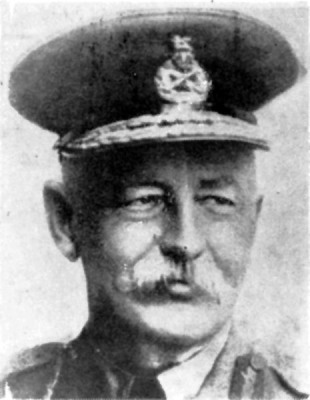
Richard Haking

Sir Richard Cyril Byrne Haking, född 24 januari 1862 i Halifax, West Yorkshire, död 9 juni 1945, var en brittisk militär. 
Haking blev officer 1881, deltog som major med utmärkelse i andra boerkriget och sedermera i första världskriget, varunder han utnämndes till generalmajor 1914 och generallöjtnant 1915. Han var under tiden januari 1921 till januari 1923 Nationernas förbunds överkommissarie i den fria staden Danzig och därefter befälhavare över de brittiska trupperna i Egypten till 1927.